# Marc Colomer
Marc Colomer Casamitjana, beter bekend als Marc Colomer (Olot, 17 augustus 1974) is een voormalig Catalaans trialrijder.

## Palmares
- Wereldkampioen outdoor in 1996
- Wereldkampioen indoor in 1994, 1995 en 1996
- Met het Spaanse team zesmaal kampioen in de Trial des Nations
- Vijf keer Spaans kampioen